# 米尔顿 (肯塔基州)
米尔顿（英語：Milton），是美国肯塔基州的一座城市。面积约为3.4平方公里（1.3平方英里）。根据2010年美国人口普查，该市的人口为574人。